# Sengoku Basara
"Sengoku BASARA" é o nome de um jogo e série de ação lançado pela Capcom. A série vendeu um total de 4 milhões de cópias em 2019. A série não é exclusivamente um jogo, e contém não apenas Anime, mas também peças de teatro, dramas de TV e longas-metragens .

Brasão da família Date : “Bambu e pardal (Bambu de Sendai)”

O logotipo apresenta as palavras "Sengoku" e "BASARA" escritas em duas linhas com o brasão da família Date, "Bambu e Pardal'' no fundo.

## Visão Geral
Um jogo de ação de herói em terceira pessoa em 3D no estilo Ikkitōsen ambientado durante o período Sengoku no Japão.
O produtor é Hiroyuki Kobayashi, o designer de personagens é Makoto Tsuchibayashi, e a mesma equipe que trabalhou em "Devil May Cry" participou da produção.
Devido ao sucesso desta série , os senhores da guerra da era Sengoku, como Date Masamune, Sanada Yukimura, Chokosabe Motochika e Mōri Motonari, tornaram-se populares entre as mulheres jovens, e o número de turistas mulheres que compravam souvenirs ou visitavam locais que remetem aos personagéns aumentou. Na eleição para governador da província de Miyagi em 2009, Date Masamune, que aparece nesta série, foi usado em cartazes relações públicas.
Há vários cenários e configurações de personagens, que incluem Date Masamune, que fala inglês e luta com seis espadas, Honda Tadakatsu como um comandante militar semelhante a um Gundam, e Mōri Motonari, o mais velho da história, retratado como um jovem, em um arranjo absurdo que é completamente não convencional para a história real. Diz-se os personagens principais, Date Masamune e Yukimura Sanada, estão em posições semelhantes a Ryu e Ken na série de jogos "Street Fighter" da empresa.  Muitos dos jogos de ação da Capcom são altamente difíceis, mas esta série foi ajustada para um nível moderado de dificuldade para facilitar o jogo para iniciantes, buscando um tema de "exaltação".
A série também ganhou um anime para TV, com a primeira temporada sendo transmitida nas principais estações afiliadas da TBS em abril de 2009, e a segunda temporada sendo transmitida na rede Tokyo Broadcasting System Television em todo o país a partir de julho de 2010 . Além disso, em junho de 2011, a parte final da história foi transformada em filme, chamado Sengoku Basara: The Last Party.
A música tema de todos os jogos (com exceção do jogo Sengoku Basara 2, de PS2) e anime são feitas pelas bandas T.M.Revolution (Takanori Nishikawa), ou Abingdon Boys School, da qual Nishikawa foi o vocalista.

## Jogos da série
| 2005 | Sengoku BASARA                                          |
| 2006 | Sengoku BASARA 2                                        |
| 2007 | Sengoku Basara 2: Eiyū Gaiden (HEROES)                  |
| 2008 | Sengoku BASARA X（CROSS）                               |
| 2009 | Sengoku BASARA BATTLE HEROES                            |
| 2010 | Sengoku BASARA 3                                        |
| 2011 | Sengoku BASARA CHRONICLE HEROES、 Sengoku BASARA3 Utage |
| 2012 |                                                         |
| 2013 |                                                         |
| 2014 | Sengoku BASARA 4                                        |
| 2015 | Sengoku BASARA 4 Sumeragi                               |
| 2016 | Sengoku BASARA Retsuden Series Sanada Yukimura Den      |
| 2017 |                                                         |
| 2018 |                                                         |
| 2019 | Sengoku BASARA BATTLE PARTY                             |

- "Sengoku BASARA" PlayStation 2 (PS2) - comumente denominado "1". Lançado em 21 de julho de 2005.
- "DEVIL KINGS" PlayStation 2 (PS2) - Versão localizada de Sengoku BASARA. Lançado em 21 de julho de 2005.
- "Sengoku BASARA 2" PS2 - Lançado em 27 de julho de 2006.
  - "Sengoku BASARA Double Pack" PS2 - Lançado em 19 de julho de 2007 . Conjunto de "1" e "2" + DVD de vídeo especial.
- "Sengoku BASARA 2 Eiyū Gaiden (HEROES)" PS2 - "Eiyū Gaiden" significa "História secundária dos heróis". Lançado em 29 de novembro de 2007.
  - "Sengoku BASARA 2 HEROES Double Pack" Wii - Lançado em 29 de novembro de 2007 . Um conjunto das versões "2" e "Eiyū Gaiden" para Wii.
- "Sengoku BASARA X (Cross)" Arcade, PS2 - A versão arcade lançou em 9 de abril de 2008 . A versão PS2 lançou em 26 de junho.
- "Sengoku BASARA BATTLE HEROES" PlayStation Portable (PSP) - comumente abreviado para "BH". Lançado em 9 de abril de 2009.
- "Sengoku BASARA 3" Wii, PlayStation 3 (PS3) - Lançado em 29 de julho de 2010.
- "Sengoku BASARA SAMURAI HEROES" Wii, PlayStation 3 (PS3) - Versão Localizada de Sengoku BASARA 3. Lançado em 29 de julho de 2010.
- "Sengoku BASARA CHRONICLE HEROES" PSP - comumente abreviado para "CH". Lançado em 21 de julho de 2011.
- "Sengoku BASARA 3 Utage" Wii, PS3 - "Utage" significa "Banquete". Lançado em 13 de dezembro de 2011.
  - "Sengoku BASARA 3 Utage Double Pack" PS3 - Um conjunto de versões PS3 "3" e "Feast". Lançado em 15 de março de 2012.
- "Sengoku BASARA HD COLLECTION" PS3 - Remasterização em HD dos jogos Sengoku BASARA, Sengoku BASARA 2 e Sengoku BASARA 2 Eiyū Gaiden. Lançado em 30 de agosto de 2012.
  - "Sengoku BASARA Triple Pack" PS3 - Um pacote de versões HD COLLECTION, 3 e Utage. Lançado em 28 de março de 2013.
- "Sengoku BASARA 4" PS3 - Lançado em 23 de janeiro de 2014.
  - "Sengoku BASARA 4 Special Package" PS3 - Lançado em 24 de julho de 2014. Sengoku BASARA 4, vem com um código DLC que garante "Todos os personagens desbloqueados e um conjunto de 9 trajes especiais". Além disso, apenas a versão em pacote vem com um DVD bônus.
- "Sengoku BASARA 4 Sumeragi" PlayStation 4 (PS4), PS3 - "Sumeragi" significa "Imperador". Lançado em 23 de julho de 2015.
- "Sengoku BASARA Retsuden Series Sanada Yukimura Den" PS4, PS3 - O nome do jogo significa "Série de Biografias: A Lenda de Sanada Yukimura". Lançado em 25 de agosto de 2016.
- "Sengoku BASARA Battle Party" Android, iOS - Serviço iniciado em 24 de junho de 2019, distribuição encerrada em 21 de dezembro de 2020 [6].
- "Sengoku BASARA4 Sumeragi ANNIVERSARY EDITION" PS4 - Lançado em 21 de julho de 2020.

## Outros

### Jogos para celular, serviços de jogos sociais
- I mode "Sengoku BASARA Tactics RPG"
  - Lançado em 12 de maio de 2008.
- "Sengoku BASARA MOBILE" Jogo social para celulares
  - O serviço começou em 3 de junho de 2011 no Mobage. O serviço terminou em 7 de dezembro de 2011.
- "Sengoku BASARA Card Heroes" Jogo social para celulares
  - O serviço começou no Mobage em 29 de maio de 2012. Renovado como "Sengoku BASARA Card Heroes Festival" em janeiro de 2013.
- "Browser Sengoku BASARA" Jogo de navegador para PC
  - Distribuído pela MooG Games, 5 de junho de 2012, pelo time Yahoo!. O serviço começou no Mobage em 12 de junho de 2012. O serviço terminou em 27 de dezembro de 2012.
- "Sengoku BASARA Battle Party" Aplicativo nativo para smartphones Android / iOS
  - O serviço começou em 24 de junho de 2019. O serviço terminou em 21 de dezembro de 2020.

### Experiências:
- “ Sengoku BASARA 4 大坂・竜虎の陣〜奪還〜”
  - Realizado no 8.º andar do Yokosuka Mores a partir do dia 1.º de agosto de 2014, uma espécie de "Desafio de resolução de mistérios". Terminou em 31 de janeiro de 2015 .

### Personagem Mascote:
- Personagem de imagem eleitoral/conscientização eleitoral para governador da província de Kochi (2015) - Chokosabe Motochika nomeado [7]

### Colaborações:
- Exposição Especial do Museu da Cidade de Tsuchiura "婆裟羅たちの武装―戦国を駆け抜けた武将達の甲冑と刀剣―" (2013) - Realizada em conjunto pelo museu e pela Capcom, grandes painéis de personagens foram instalados  .
- TEPPEN - Em um cenário onde cada personagem da Capcom luta em um mundo diferente, Oichi aparece como um personagem jogável , bem como outros personagens em cartas de jogo como Uesugi Kenshin, Date Masamune, Sarutobi Sasuke, Sanada Yukimura, Kuroda Kanbei, Oda Nobunaga, Akechi Mitsuhide e vários outros.